# Accumulator Industries
Accumulator Industries Ltd. war ein britischer Hersteller von Automobilen.

## Unternehmensgeschichte
Das Unternehmen aus Woking begann 1902 mit der Produktion von Automobilen. Der Markenname lautete Accumulator Industries. Etwa 1903 endete die Produktion.

## Fahrzeuge
Im Angebot standen Elektroautos. Zwei Elektromotoren von Lundell mit jeweils 2,5 PS Leistung trieben die Fahrzeuge an. Ungewöhnlich waren die Vollgummireifen. Ansonsten ähnelten die Fahrzeuge den Modellen der Riker Electric Motor Company und der Columbia Automobile Company. Außerdem entstand ein Omnibus mit einer Reichweite von 144 km.